# Dieter Löhr
Dieter Löhr (* 15. Dezember 1936 in Leverkusen) ist ein ehemaliger deutscher Fechter. Er nahm an den Olympischen Sommerspielen 1960 in Rom teil und focht beim TSV Bayer 04 Leverkusen.
Bei den deutschen Meisterschaften 1958 gewann Löhr die Bronzemedaille im Herrensäbel. An den Olympischen Spielen in Rom nahm Löhr im Säbelmannschaftswettbewerb teil. Zusammen mit Jürgen Theuerkauff, Wilfried Wöhler, Peter von Krockow und Walter Köstner belegte die deutsche Mannschaft den geteilten fünften Platz.